# Anthonomus phyllocola
Anthonomus phyllocola es una especie de gorgojo fitófago del género Anthonomus, categorizada en la tribu Anthonomini, de la subfamilia Curculioninae.

## Distribución
Se distribuye por Suecia, Polonia, Francia, Noruega, Finlandia, Alemania, Austria, Países Bajos, Estonia, Rusia, Reino Unido, Ucrania, Italia, Eslovaquia, Suiza, Dinamarca, Luxemburgo y Japón.

## Taxonomía
Fue descrita por J. F. W.Herbst en 1795.